# 植芝守央

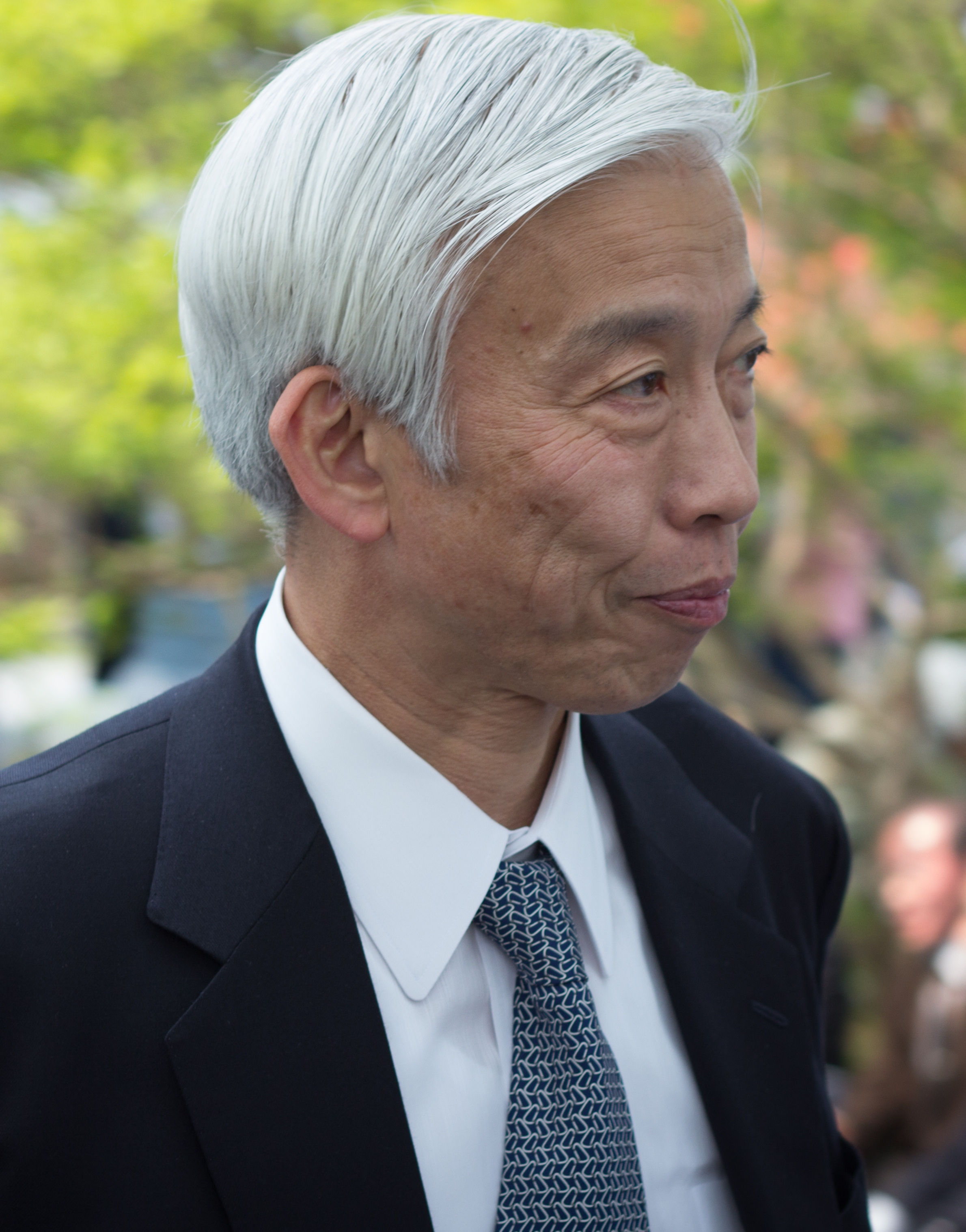
植芝守央（2013年撮影）

植芝 守央（うえしば もりてる、1951年4月2日 - ）は武道家、現合気道道主。父は二代道主植芝吉祥丸。祖父は開祖植芝盛平。
1951年（昭和26年） 合気道二代道主植芝吉祥丸の次男として生まれる。
明治学院大学経済学部を卒業。財団法人合気会専務理事、本部道場長を経て、1999年（平成11年） 吉祥丸道主死去により合気道道主を継承。
2002年（平成14年）下肢障害等で普通審査基準を満たす事の難しい人々を対象に「障害者合気道」の段・級位認定制度を新たに創設する等（現在は制度停止中）、合気道の理念を世界に広げる活動をしている。
2006年11月現在、合気会理事長、国際合気道連盟会長、公益財団法人日本武道館理事、国際武道大学評議員ほか。
2025年、旭日小綬章受章。